# Fédir
 (août 2025).
Fédir (ukrainien: Федір /ˈ fɛdjir / <i id="mwCA">FEHD-ihr</i> ) est un prénom masculin ukrainien signifiant « don de Dieu » ou « donné par Dieu », dérivé du prénom grec ancien Theodoros. Les patronymes( selon les coutumes de dénomination slaves orientales) sont Fedorovych pour les hommes et Fedorivna pour les femmes.

## Personnes
- Fedir Bohatyrchuk (1892-1984), joueur d'échecs canado-ukrainien
- Fedir Dyachenko (1917–1995), soldat ukrainien, héros de l'Union soviétique
- Fedir Koriatovych (?–1414; r. 1389–1393), prince lituanien, souverain de Podolie (dans l'actuelle Ukraine)
- Fedir Krychevsky (1879-1947), premier peintre moderniste ukrainien
- Fedir Shchus (1893-1921), commandant militaire ukrainien